# 阿卜杜勒·拉赫曼·比斯瓦斯
阿卜杜勒·拉赫曼·比斯瓦斯（1926年9月1日—2017年11月3日）是孟加拉国政治家。1991年至1996年担任孟加拉国总统。
在担任总统期间，比斯瓦斯的大部分时间都花在阅读和会见政要上，包括诺贝尔奖获得者物理学家阿卜杜勒·萨拉姆、巴基斯坦总理纳瓦兹·谢里夫、不丹国王吉格梅·辛格·旺楚克以及马来西亚首相马哈迪·莫哈末。然而，作为孟加拉国看守政府首脑，他面临着该国军事和政治不稳定的挑战。
总统任期结束后，比斯瓦斯永久退出政坛。他于2017年11月3日去世，享年91岁。身后有五个儿子和两个女儿。